# دانيال مارتينيز (لاعب كرة قدم)
دانيال مارتينيز (بالإسبانية: Daniel Sebastián Martínez)‏ (16 أغسطس 1981 بمونتفيدو في الأوروغواي - ) هو لاعب كرة قدم أوروغواني في مركز الهجوم. لعب مع بنيارول وهواتشيباتو والتانك سيلي وClub Plaza Colonia de Deportes ‏ وFK Standard Sumgayit ‏ ويونيون ماغدالينا وClub Atlético Colegiales (Argentina) ‏ وF.C. Municipal Valencia ‏ وجوفينتود وLa Luz F.C. ‏ وDurazno F.C. ‏.

## وصلات خارجية
- دانيال مارتينيز على موقع قاعدة بيانات كرة القدم.إي يو (الإنجليزية)
- دانيال مارتينيز على موقع Soccerway.com (الإنجليزية)